# Dörnhof (Aufseß)
Dörnhof ist ein Gemeindeteil der Gemeinde Aufseß im Landkreis Bayreuth (Oberfranken, Bayern). Dörnhof liegt in der Gemarkung Schressendorf.

## Geografie
Die Einöde Dörnhof befindet sich etwa fünfeinhalb Kilometer südsüdöstlich von Aufseß auf einer Höhe von 443 m ü. NHN.

## Geschichte
Durch die Verwaltungsreformen zu Beginn des 19. Jahrhunderts im Königreich Bayern wurde der Ort ein Teil der Ruralgemeinde Hochstahl. Im Zuge der Gebietsreform in Bayern wurde Dörnhof zusammen mit nahezu der gesamten Gemeinde Hochstahl nach Aufseß eingemeindet.

## Verkehr
Die Staatsstraße 2188 bindet Dörnhof an das öffentliche Straßennetz an, sie führt durch den Ort, von Aufseß im Westen kommend, in östlicher Richtung nach Plankenfels. Eine bei Dörnhof von der Staatsstraße 2188 abzweigende Gemeindestraße führt in südsüdwestlicher Richtung zu dem etwa eineinhalb Kilometer entfernten Nachbarort Zochenreuth.